# Liste der Bürgermeister von Nissewaard
Dies ist die Liste der Bürgermeister der Gemeinde Nissewaard in der niederländischen Provinz Zuid-Holland seit ihrer Gründung am 1. Januar 2015.
| Bürgermeister    | Bürgermeister      | Partei | Partei | Amtszeit  | Anmerkungen                             |
| ---------------- | ------------------ | ------ | ------ | --------- | --------------------------------------- |
| Mirjam Salet     | Mirjam Salet       |        | PvdA   | 2015–2018 | bis zum 30. November 2015 kommissarisch |
|                  | Govert Veldhuijzen |        | CDA    | 2018–2019 | kommissarisch                           |
| Foort van Oosten | Foort van Oosten   |        | VVD    | 2019–     | [ 3 ]                                   |